# کامرون جروم
کامرون زیشان رانا-جروم (انگلیسی: Cameron Zishan Rana-Jerome؛ زادهٔ ۱۴ اوت ۱۹۸۶) که با نام کامرون جروم شناخته می‌شود، بازیکن فوتبال اهل انگلستان است.